# Marie Janson
Marie Janson (* 23. Juli 1873 in Brüssel; † 8. März 1960 ebenda) war eine belgische Politikerin und Frauenrechtlerin. Sie war als erste Frau Mitglied des belgischen Senats.

## Leben

### Familie
Marie Janson war die Tochter von Paul Janson und Anna-Augustine Amoré. Ihr Vater war ein führendes Mitglied der liberal-demokratischen Bewegung in Belgien. Er war der Gründer der Fédération progressiste. Ihr Bruder Paul-Émile Janson wurde belgischer Premierminister.
Maries Mutter, Anna-Augustine Amoré, war eine wohlerzogene Mittelstandsfrau, die als Lehrerin an der Isabelle Gatti de Gamond's Schule arbeitete, bevor sie heiratete. Marie wurde auch an dieser Schule erzogen.
Am 22. Juli 1894 heiratete Marie Janson den Rechtsanwalt und Schriftsteller Paul Spaak. Das Paar hatte vier Kinder: den späteren belgischen Premier und NATO-Generalsekretär Paul-Henri Spaak, Madeline Spaak (* 1895), den Drehbuchautor Charles Spaak und den Dramatiker Claude Spaak, der mit der Widerstandskämpferin Suzanne Spaak verheiratet war. Die Schauspielerinnen Agnès Spaak und Cathérine Spaak sind ihre Enkelinnen. Ihre Enkelin Antoinette Spaak folgt ihren Fußspuren: Sie wurde als erste belgische Frau Chefin einer politischen Partei.

### Politisches Schaffen
Während des Ersten Weltkrieges war Marie aktiv tätig in der Sozialarbeit. Dies führte dazu, dass sie Mitglied der Sozialistischen Partei Belgiens wurde. Sie wurde 1921 zum Stadtrat gewählt von Saint-Gilles/Sint-Gillis. Im selben Jahr wurde sie von der Parteileitung unter der Leitung von Émile Vandervelde ausgewählt für den belgischen Senat. Sie setzte die Tätigkeit als kooptiertes Senatsmitglied bis 1958 fort.